# Material fèrtil

Flux de transmutació entre el ^{238}Pu i el ^{245}Cm en LWR. La velocitat de transmitació varia àmpliament segons el nucli, i els percentatges són relatius a la desintegració i la transmutació total. Després de l'extracció del combustible del reactor, predominarà la desintegració per isòtops de curta vida com el ^{238}Pu, el ^{241}Pu o el ^{242–244}Cm; però els ^{245–248}Cm són tots de llarga vida.

Un material fèrtil és un material que, encara que no és fissionable per neutrons tèrmics, es pot convertir en un material físsil mitjançant l'absorció de neutrons i les subsegüents conversions de nuclis.
Un element es diu que és material nuclear fèrtil quan, a través de captura neutrònica, es transforma en un material fissionable. Se suposa que aquest element pot ser utilitzat, juntament amb un altre fissible com a combustible nuclear en un reactor de fissió. Només es consideren fissionables els àtoms que experimenten la reacció de fissió estimulada amb neutrons de qualsevol energia, fins i tot amb neutrons termalitzats (de baixa energia).
L'U-238 pot produir fissions si el neutró incident és d'alta energia, però presenta una energia llindar per sota de la qual ja no es produeixen fissions. No obstant això, si captura un neutró s'obté U-239 que és altament inestable i decau per β- a Np-239 el qual torna a desintegrar obtenint finalment Pu-239. El Pu-239, com l'U-235 és fissionable. Un altre material que també és fèrtil és el Th-232 que per captura neutrònica passa a Th-233 el qual es desintegra a Pa-233 que finalment produeix U-233, un altre isòtop fissionable.

## Materials fèrtils d'ocurrència natural
Alguns dels materials fèrtils d'ocurrència natural que es poden convertir en un material físsil per irradiació en un reactor nuclear són els següents:
- El tori 232, que es converteix en urani 233
- urani 234, que es converteix en urani 235
- urani 238, que es converteix en plutoni 239

Alguns dels isòtops artificials formats en el reactor que es poden convertir en material físsil mitjançant una captura neutrònica són els següents:
- plutoni 238, que es converteix en plutoni 239
- plutoni 240, que es converteix en plutoni 241

Alguns altres actínids necessiten més d'una captura electrònica per arribar a un isòtop físsil i de vida prou llarga per poder ser capaç de capturar un altre neutró i fissionar en comptes de desintegrar-se. Aquests inclouen:
- plutoni 242 a americi 243 a curi 244 a curi 245
- urani 236 a neptuni 237 a plutoni 238 a plutoni 239
- americi 241 a curi 242 a curi 243 (o, més probablement, el curi 242 es desintegra en plutoni 238, que també requereix un neutró addicional per esdevenir un núclid físsil)

Com que aquests processos requereixen un total de 3 o 4 neutrons tèrmics per finalment fissionar, i una fissió neutrònica tèrmica genera tan sols de 2 a 3 neutrons, aquests núclids representen una pèrdua neta de neutrons. En un reactor ràpid poden requerir menys neutrons per aconseguir la fissió, i poden produir més neutrons quan la duen a terme.